# FreeIPA
FreeIPA ist ein von dem Unternehmen Red Hat unterstütztes Freie-Software-Projekt mit dem Ziel, ein einfach zu verwaltendes Identity,-Policy-and-Audit-System (IPA) zur Verfügung zu stellen. Die Ziele und Mechanismen von FreeIPA sind vergleichbar mit denen kommerzieller Anbieter, wie von der Firma Novell (eDirectory) oder der Firma Microsoft (Active Directory). Im Gegensatz zu diesen proprietären Systemen bündelt FreeIPA mehrere bestehende Open-Source-Technologien zu einem zentral verwalteten System.
FreeIPA verwendet und implementiert verschiedene Komponenten, den 389 Directory Server als LDAP-Implementierung, Dogtag Certificate System als PKI-Implementierung, Certmonger Dienst zur Kontrolle von Zertifikaten und MITs Kerberos zur Authentifizierung und zum Single Sign-on. Weitere Voraussetzungen sind DNS, NTP Server, das Web UI und für manche Anwendungen ein Client. Seit der Version 3.0.0 kann FreeIPA mit Hilfe von Samba eine Vertrauensstellung (Trust) zu einer Active-Directory-Gesamtstruktur (Forest) aufbauen.
FreeIPA unterstützt Linux- und Unix-Betriebssysteme.